# Martinet des maisons
Apus affinis
Espèce
Statut de conservation UICN

 LC  : Préoccupation mineure
Le Martinet des maisons, (Apus affinis) aussi Martinet à croupion blanc, Martinet à dos blanc ou Martinet cul-blanc, est une espèce d'oiseaux de petite taille de la famille des Apodidae.

## Morphologie
Il fait partie du groupe des petits martinets à croupion blanc.
Il se distingue assez facilement des autres par sa queue carrée et non plus ou moins fourchue (mais qui apparaît arrondie lorsqu'elle est entièrement étalée).
La tache blanche du croupion est large et bien visible sur le côté. La tache blanche à la gorge est, elle aussi, assez large.

## Reproduction

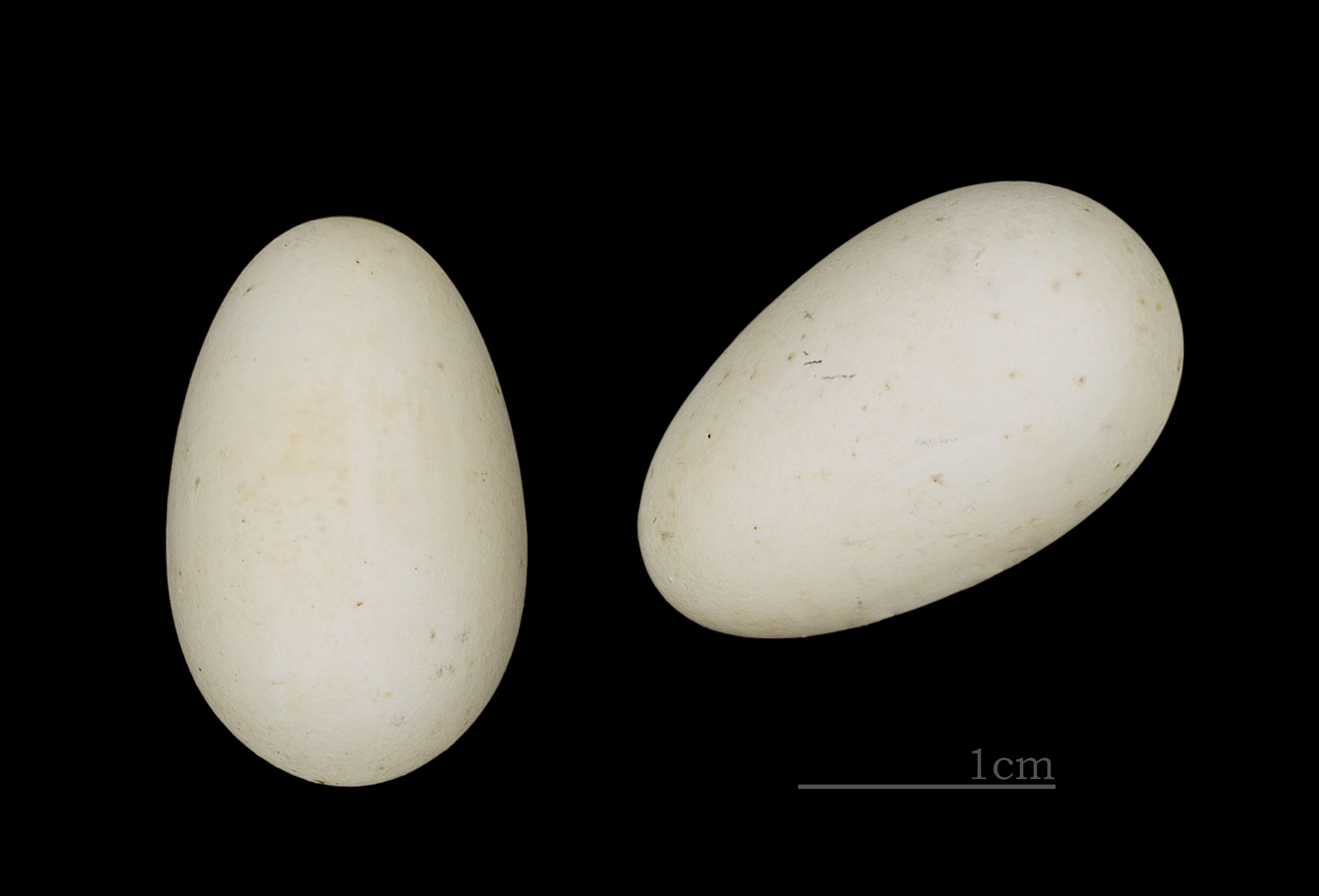
Œufs d’Apus affinis Muséum de Toulouse

## Systématique
L'espèce a été décrite par le naturaliste britannique John Edward Gray,  en 1830, sous le nom initial de Cypselus affinis.

### Synonyme
- Cypselus affinis Gray, 1830 Protonyme

### Taxinomie
D'après Alan P. Peterson, cette espèce est constituée des six sous-espèces suivantes :
- Apus affinis galilejensis (Antinori, 1855) — aire dissoute du Maghreb au pourtour du golfe d'Aden et au Pakistan ;
- Apus affinis bannermani Hartert, 1928 — îles du golfe de Guinée ;
- Apus affinis aerobates Brooke, 1969 — de la Mauritanie à la Somalie et l'est de l'Afrique du Sud ;
- Apus affinis theresae Meinertzhagen, 1949 — Angola et sud de la Zambie à l'Afrique du Sud ;
- Apus affinis affinis (Gray, 1830) — du sud de la Somalie au Mozambique, Inde ;
- Apus affinis singalensis Madarasz, 1911 — sud de l'Inde et Sri Lanka.